# ハーゲンダッツジャパン

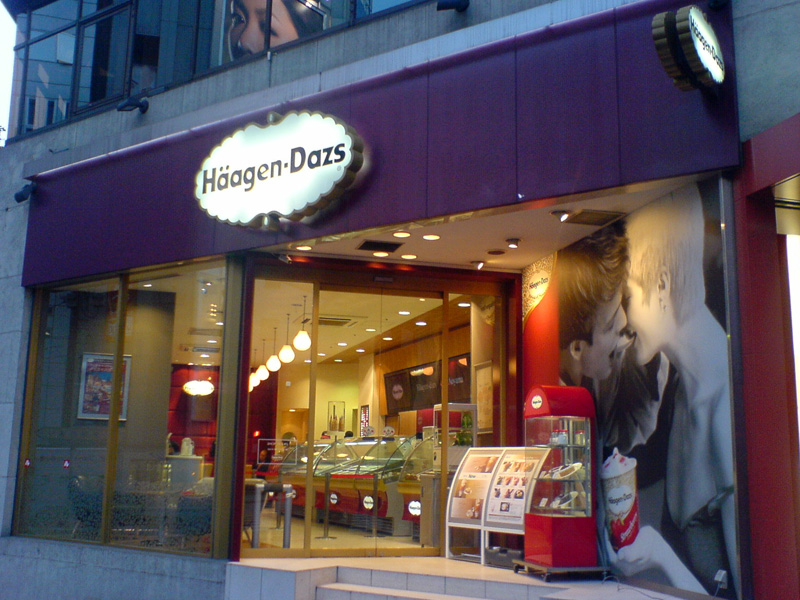
ハーゲンダッツカフェ青山

ハーゲンダッツジャパン株式会社は、日本においてハーゲンダッツブランドのアイスクリームなどの製品を製造・輸入・販売する企業。
高梨乳業およびサントリーホールディングス、ゼネラル・ミルズのオランダ法人ハーゲンダッツ・ネザーランドの3社による合弁会社である。

## 概要
ハーゲンダッツのブランドと事業を1983年に引き継いだピルズベリー社は、その前後からハーゲンダッツの海外展開を進めた。1982年にはカナダ、1983年には香港およびシンガポール、1990年にはイギリス、フランス、ドイツに進出している。このような中で、1971年に発売したレディーボーデンなどの高級アイスクリームが成功していた日本にも進出が検討されたが、当時の日本はアイスクリームの輸入を制限していた。このため、原料の入手など製造面の能力が評価された高梨乳業および販売能力などが評価されたサントリーと共同で、1984年8月にハーゲンダッツジャパンが設立された。
1984年10月より首都圏のデパートと高級スーパーマーケットで販売を開始。同年には国内1号店となる「ハーゲンダッツショップ 青山店」をオープン。翌1985年には横浜や東京・原宿、大阪や神戸、京都にも直営店を展開。若者の行列など盛況ぶりがマスコミで取り上げられた。
1990年にアイスクリームの輸入が自由化されると、パイントやガロンなどの大型品やバーの輸入を開始。また国内市場の需要に合わせ、日本ではミニカップの生産を強化。コンビニエンスストアでの販売を開始した。
1991年にはハーゲンダッツとしては世界初のテレビコマーシャルを開始。幸福感などのイメージを訴求し、雑誌などの広告では品質管理や原材料へのこだわりなどをアピールする戦略をとった。
一方、1997年には希望小売価格を販売店に強制するなどの行為で、公正取引委員会より独占禁止法第19条違反の勧告を受けた。
2013年4月25日、千葉県浦安市のショッパーズプラザ内にあった新浦安店が閉店。日本から常設型の店舗は無くなった。アウトレットモール等、期間限定店舗では小売店での販売終了品の在庫を販売する。
2016年7月21日～8月19日、東京・代官山の「サイン代官山」内に夏期限定ショップ『Häagen-Dazs SUMMER TERRACE』をオープン。グラニテ（氷菓）とハーゲンダッツの組み合わせなどオリジナルサマースイーツを提供した。

## 沿革
- 1984年（昭和59年）8月10日 - ハーゲンダッツジャパン設立[3]。
- 1984年（昭和59年）10月 - パイントの販売を開始。
- 1984年（昭和59年）11月 - 東京・青山に、国内1号店「ハーゲンダッツショップ 青山店」をオープン。
- 1985年（昭和60年） - 販売エリアを京阪神まで展開。
- 1986年（昭和61年） - 販売エリアを中京地区に展開。
- 1987年（昭和62年） - 販売エリアに札幌、仙台、広島、福岡を加え、7大都市に拡大。
- 1989年（平成元年） - 自動販売機第1号機の稼動開始。
- 1990年（平成2年） - アイスクリームの輸入自由化に伴い、パイントやガロンなどの大型品を輸入に切り替え、バーの輸入を開始。同時にミニカップの国内生産を強化。セブン-イレブンやローソンなどで販売開始。
- 1991年（平成3年） - テレビコマーシャル開始。
- 1995年（平成7年） - 日本国内向けの製品開発センター「R&Dセンター」を横浜に設立。
- 1996年（平成8年） - ハーゲンダッツグリーンティー発売。
- 1997年（平成9年） - 希望小売価格を販売店に強制し、並行輸入品の取り扱いを妨害するなど、独占禁止法第19条に違反しているとして公正取引委員会より勧告を受ける。
- 2000年（平成12年）2月2日 - 「ハーゲンダッツショップ 青山店」が「ハーゲンダッツ カフェ青山」としてリニューアルオープン。パリとロンドンで試験的に展開しているハーゲンダッツのニューコンセプトカフェとして、世界で3番目の店舗となる。
- 2001年（平成13年）3月 - クリスピーサンド発売。予想以上の売れ行きで、4月には販売を休止、6月に関東地方、10月に全国で販売を再開。年間27億円を売るヒット商品となる。
- 2004年（平成16年） - 「R&Dセンター」を川崎市へ移転拡張[4]。
- 2007年（平成19年） - 「ドルチェ」シリーズ発売。専用サイトで「ヘブンリースプーン」を数量限定販売。
- 2008年（平成20年）9月28日 - 「ハーゲンダッツ カフェ青山」閉店。
- 2009年（平成21年）7月17日 - ハーゲンダッツアイスクリームを使用したデザートメニューを提供する「Haagen-Dazs La Maion Ginza」を銀座5丁目にオープン。
- 2011年（平成23年）7月31日 - 「Haagen-Dazs La Maion Ginza」閉店。
- 2013年（平成25年）3月11日 - 「ハーゲンダッツ　三番街店」閉店。
- 2013年（平成25年）4月25日 - 日本国内最後の常設店舗の「ハーゲンダッツ　新浦安店」が閉店。
- 2013年（平成25年）10月8日 - セブン-イレブン限定「ジャポネ」シリーズの第1弾となる、「ジャポネ＜抹茶アズキ＞」発売。
- 2015年（平成27年）2月28日 - 「華もち」シリーズ発売。予想を上回る人気となり2日で販売休止。